# Schönenberg (Untermünkheim)
Schönenberg ist ein Weiler der Gemeinde Untermünkheim im Landkreis Schwäbisch Hall im Norden des Landes Baden-Württemberg. Er liegt in Luftlinie etwa 6,5 km nordnordöstlich der Stadtmitte von Schwäbisch Hall links oberhalb des Kochertals.

## Geographie

### Lage
Schönenberg liegt weniger als einen Kilometer nordöstlich über dem Untermünkheimer Taldorf Enslingen auf der oberen linken Hangkante des Kochertals. Der Fluss zieht hier etwa 150 m tiefer im sogenannten Kochereck nordöstlich bis östlich durch ein zwischen den Hangschultern etwa 1,5 km breites Tal im Oberen und Mittleren Muschelkalk. Der Weiler gehört gerade schon zur Hohenloher Ebene, die sich von hier aus nördlich als leicht hügelige und fast waldfreie Landschaft mit starker ackerbaulicher Nutzung erstreckt. Südlich jenseits des Tales sieht man von Schönenberg aus die Haller Ebene um Eltershofen. Etwa zwei Kilometer östlich macht der Kocher seinen Bogen nach Norden kurz vor der Bühlermündung bei Geislingen am Kocher schon in der Gemeinde Braunsbach. Etwa zwei Kilometer nordnordöstlich liegt das gleichfalls braunsbachische Rückertsbronn auf der Hochebene jenseits des oberen Taleinschnitts der kurzen Geißklinge. Gaisdorf, ein anderer Untermünkheimer Weiler auf der Hochebene, ist etwa einen Kilometer nordwestlich entfernt.
Schönenberg ist ein kleiner, bäuerlich geprägter Ort mit wenigen, traditionell recht großen Hofstellen. Vor allem im Süden am beginnenden Hang liegt ein Weichbild aus baumbestandenen Wiesen vor ihm, dem sich dann am oberen Hangknick ein nur etwa hundert Meter breiter Gürtel aus Wald anschließt, unterhalb dessen der Südhang des Pfaffenbergs ins Tal fällt. Auf diesem Südhang wurde in älterer Zeit Wein angebaut.  In den anderen Richtungen setzen schon sehr nah die Felder ein. Etwa einen Kilometer im Osten beginnt im Gewann Schäfferloch noch auf der Hochebene der Wald, der hier den Hang des nördlich laufenden Kochers tiefer herabzieht. Auf dem Sporn über der Flussbiegung liegt der Burgstall Schäfferloch, von dem nur noch geringe Gräben- und Hügelreste zeugen. Östlich und nordöstlich des Ortes gibt es in der Feldflur Erdfälle.

### Verkehrsanbindung
Schönenberg ist auf der Straße erreichbar aus Richtung Westen über die K 2566, welche von einer Verbindungsstraße abzweigt, die von Enslingen aus nördlich zunächst über eine steile Serpentinenstraße und dann auf der Hochebene geradewegs nach Gaisdorf führt. Von diesem Weiler im Nordosten her mündet in sie kurz vor Ortsbeginn ein weiteres öffentliches Sträßchen ein. In nördlicher Richtung zieht ein ausgebauter Feldweg zur K 2556, die als sogenannte Weinsteige die Geißklinge hinunter in Richtung Geislingen führt; die Trasse setzt sich als K 2559 bis Rückertsbronn fort. In östlicher und südlicher Richtung bestehen wegen der steilen Talhänge keine Straßenverbindungen.
Von Enslingen zieht ein Pfad auf einem alten, steinigen Kirchenweg hoch nach Schönenberg. In östlicher Richtung läuft ein zunächst asphaltierter Feldweg bis zum Schäfferloch und setzt sich dort vom Sporn aus zunächst steil abwärts in einem schlechten Lehmweg fort, der dann als wieder flacherer Staubweg die untere Weinsteige erreicht.

## Einzelbelege
1. 1 2  Nach Topografische Karte 1:25.000, Geoportal Baden-Württemberg (Hinweise) und Augenschein.